# Storberget (naturreservat, Hudiksvalls kommun)
Storberget är ett naturreservat i Hudiksvalls kommun i Gävleborgs län.
Området är naturskyddat sedan 2002 och är 182 hektar stort. Reservatet består av barrblandskog, hällmarkstallskog och  granskog. 